# Franz Götze (Sänger)
Franz Carl Götze (* 10. Mai 1814 in Neustadt an der Orla; † 2. April 1888 in Leipzig) war ein deutscher Violinist, Opernsänger und Gesangslehrer. Franz Götze war der Vater der Sängerin und Gesangslehrerin Augusta Götze und des Komponisten und Kapellmeisters Karl Götze sowie Großvater des Komponisten Franz Götze.

## Leben und Werk
Franz Götze war zunächst Violinschüler von Louis Spohr in Kassel. 1831 wurde er Mitglied der Hofkapelle zu Weimar. Dort bildete er sich zum Opernsänger aus und wirkte dann von 1836 bis 1852 als erster Tenorist an der dortigen Bühne. Anschließend, im Jahr 1853, wurde er Gesangslehrer am Leipziger Konservatorium. Er gab diese Stellung 1867 auf. Seitdem wirkte Franz Götze als Privatgesangslehrer in Leipzig. Der Großherzog von Weimar ernannte ihn 1855 zum Professor.

## Schriften
- Franz Götze: Fünfzehn Jahre meiner Lehrtätigkeit am Conservatorium der Musik zu Leipzig und mein Verhältniß zum Direktor Herrn Advokat Schleinitz, Leipzig 1868. (Digitalisat in Vorbereitung)